# Xyliátos
Xyliátos är en ort i Cypern.   Den ligger i distriktet Eparchía Lefkosías, i den centrala delen av landet, 30 km sydväst om huvudstaden Nicosia. Xyliátos ligger 498 meter över havet och antalet invånare är 128. Den ligger på ön Cypern.
Terrängen runt Xyliátos är lite bergig. Trakten runt Xyliátos är glesbefolkad, med 19 invånare per kvadratkilometer. Närmaste större samhälle är Mórfou, 19,3 km norr om Xyliátos. 